# 417
Năm 417 là một năm trong lịch Julius.